# Can Pèlacs (Matadepera)
Can Pèlacs o Can Pèlecs és una masia de Matadepera (Vallès Occidental) protegida com a Bé Cultural d'Interès Local.

## Descripció
La masia de Can Pèlacs està situada al nord de Matadepera, dins del parc natural de Sant Llorenç de Munt i L'Obac. Es tracta d'una masia composta per diferents cossos, el cos principal és de planta irregular i coberta de dos aiguavessos de teula àrab. En alçada consta de planta baixa i primer pis, la façana principal s'orienta a migdia i s'observa una porxada d'arcs de mig punt. Al costat nord-est hi ha la masoveria, de planta irregular i coberta de dos aiguavessos de teula àrab. En alçada consta de planta baixa i primer pis. A la façana de ponent es conserva una finestra gòtica d'arc conopial.
Un segon cos consta de planta baixa i dos pisos. La coberta també és de teules àrabs a dues aigües. L’acusada pendent del terreny  va obligar a omplir de terra l’espai davant la casa i configurar feixes de conreu. Podem veure visibles les restes de murs de l’antiga masia i el trull, més a ponent que l’actual.
El jardí és molt antropitzat d’un classicisme italià, a l’igual que l’edifici residencial, on dominen les pèrgoles, l’enllosat i els murs fets de paredat.
Les funcions de la Masia es divideixen entre la pairalia, actualment destinada a segona residència, i la masoveria, habitada tot l’any.

## Història
La masia de Can Pèlacs va ser reconstruïda al segle xx. Es conserven només restes de l'antiga masia del segle XVI com per exemple la finestra d'arc conopial. Trobem referències al segle xvi quan es comença a conèixer amb el nom actual: can Pèlecs. Fou fruit del casament de la pubilla del mas Busqueta amb Gabriel Pèlacs de Castellar del Vallès.